# Kolofo'ou
Kolofo'ou é um distrito de Tonga, localizado na divisão de Tongatapu. Em 2006, sua população era de 18,463 habitantes.

O Primeiro-ministro de Tonga Semisi Sika é natural do povoado de Haveluloto, pertencente ao distrito. 